# Les McCarthy
Pour les articles homonymes, voir MacCarthy.
Les McCarthy (The McCarthys) est une série télévisée américaine en quinze épisodes de 22 minutes créée par Brian Gallivan dont les onze premiers épisodes ont été diffusés entre le 30 octobre 2014 et le 29 janvier 2015 sur le réseau CBS et en simultané sur le réseau CTV au Canada. Les épisodes restants ont été diffusés les samedis soir de juillet 2015 sur CBS.
En Belgique, la série est disponible depuis décembre 2017 sur l'offre de vidéo à la demande RTL à l'infini. En France, il en est de même de l'intégralité de la série en janvier 2020 sur 6play. Elle reste inédite dans les autres pays francophones.

## Distribution

### Acteurs principaux
- Tyler Ritter (en) (VF : Pascal Nowak) : Ronny McCarthy
- Laurie Metcalf (VF : Isabelle Ganz) : Marjorie McCarthy
- Jack McGee (VF : Jean-Pierre Gernez) : Arthur McCarthy
- Jimmy Dunn (VF : Thierry Kazazian) : Sean McCarthy
- Joey McIntyre (VF : Cédric Dumond) : Gerard McCarthy
- Kelen Coleman (en) (VF : Dorothée Pousséo) : Jackie McCarthy

### Acteurs récurrents et invités
- Jessica St. Clair (VF : Laura Blanc) : Katrina (6 épisodes)
- Kenny Ridwan (en) (VF : Arnaud Laurent) : Jared (5 épisodes)
- Jeff Hiller (en) (VF : Joachim Salinger) : Phillip (épisodes 1 et 8)
- Ken Howard (VF : Philippe Catoire) : Coach Colwell (épisode 1)
- Noelle Messier : une joueuse de basketball (épisode 1)
- Eve Gordon (VF : Nathalie Duverne) : Karen (épisode 2)
- Drew Tarver (en) (VF : Yoann Sover) : Ben (épisode 2)
- Amy Farrington (VF : Dominique Lelong) : tante Jean (épisode 2)
- Joe Bays (VF : Achille Orsoni) : Joe Sullivan (épisode 3)
- Rick Fox (VF : Pierre-François Pistorio) : lui-même (épisode 6)
- Brent Morin (en) : Tommy O'Gara (épisode 6)
- Brian Gross (en) : Guy (épisode 6)
- Tom Choi (en) : Dr Lee (épisode 7)
- Michael Cory Davis (en) : l'arbitre (épisode 7)
- Suzanne Whang : la chirurgienne (épisode 7)
- Alyson Hannigan (VF : Virgine Ledieu) : Pam (épisode 8)
- Gilles Marini (VF : Thomas Roditi) : Mauricio (Maurice) (épisode 8)
- Jane Kaczmarek (VF : Marion Game) : tante Eileen (épisode 9)
- Joel Murray : Ray (épisode 9)
- Hartley Sawyer (VF : Erwan Tostain) : Daniel (épisode 9)
- John Ratzenberger (VF : José Luccioni (acteur)) : Charlie Ellis (épisode 10)
- Jenny O'Hara (en) (VF : Marie-Martine (actrice)) : Elaine (épisode 10)
- Zach Cregger : Doug (épisode 11)
- Jean Smart : Lydia (épisode 12)
- Rasika Mathur (en) : Barista (épisodes 13 et 15)
- Josh Meyers : Jason (épisode 13)
- Nancy O'Dell (VF : Virginie Kartner) : elle-même (épisode 13)
- Coby Ryan McLaughlin (VF : Stéphane Pouplard) : Andrew (épisode 13)
- David Alan Grier (VF : Frantz Confiac) : Dr Hugh Morris (épisode 14)
- Steve Monroe (VF : Jérôme Wiggins) : M. Loeb (épisode 15)
- Mary Jo Catlett : Mme Murphy (épisode 15)

## Production

### Développement
Le projet de Will Gluck et Brian Gallivan a débuté en octobre 2012, et un pilote a été commandé à la mi-janvier 2013.
À la mi-mai 2013, CBS ne retient pas la série pour l'automne, mais considère un recasting ainsi que des changements au scénario. Un mois plus tard, un nouveau pilote est commandé.
Le 9 mai 2014, le réseau CBS annonce officiellement, après le visionnage du nouveau pilote, la commande du projet de série,.
Le 24 juin 2014, CBS annonce la date de diffusion de la série au 30 octobre 2014,.
Le 1er décembre 2014, CBS commande deux épisodes supplémentaires portant la saison à quinze épisodes malgré des audiences décevantes,.
Après la diffusion du onzième épisode, CBS retire la série de la grille et la remplace par des rediffusions de The Big Bang Theory. Elle est officiellement annulée en mai 2015.

### Casting
Dès février 2013, les rôles du pilote original ont été attribués dans cet ordre : Jack McGee, Jacki Weaver (Marjorie), Jake Lacy (Ronnie), Joey McIntyre et Jessica Chaffin (en) (Jackie), et Jimmy Dunn.
En août 2013, la production conserve Jack McGee et Joey McIntyre dans leur rôle respectif pour le nouveau pilote. Le casting reprend à la fin décembre, dans cet ordre : Laurie Metcalf, Jimmy Dunn (reprend son rôle), Kelen Coleman (en) et Tyler Ritter (en).
Parmi les acteurs récurrents et invités : Rick Fox, Jessica St. Clair, John Ratzenberger, Alyson Hannigan et Jane Kaczmarek.

## Épisodes
| №  | Titre                                                      | Réalisation        | Scénario                         | Diffusion américaine | Diffusion belge | Audience américaine | Audience canadienne |
| -- | ---------------------------------------------------------- | ------------------ | -------------------------------- | -------------------- | --------------- | ------------------- | ------------------- |
| 1  | Famille, je vous hais Pilot                                | Andy Ackerman (en) | Brian Gallivan (en)              | 30 octobre 2014      | 28 janvier 2018 | 8,08                | 1,416               |
| 2  | Love, Love, Love Love, McCarthys Style                     | Anthony Rich       | Gabe Miller et Jonathan Green    | 6 novembre 2014      | 4 février 2018  | 6,67                | 1,16                |
| 3  | Les Ficelles du métier The Good Coach                      | Pamela Fryman      | Brian Gallivan                   | 13 novembre 2014     | 11 février 2018 | 6,36                |                     |
| 4  | Tous pour une Supporting Jackie                            | Pamela Fryman      | Kate Purdy                       | 20 novembre 2014     | 18 février 2018 | 6,26                |                     |
| 5  | Sauve qui peut ! Thanks a Lot, Ronny                       | Pamela Fryman      | Becky Mann (en) et Audra Sielaff | 27 novembre 2014     | 25 février 2018 | 5,33                | 1,319               |
| 6  | La Guerre des ex Why Guys Shouldn't Date a Sister's Ex     | Pamela Fryman      | Mike Sikowitz                    | 4 décembre 2014      | 4 mars 2018     | 6,08                | 1,126               |
| 7  | Un seul être vous manque Arthur and Marjorie's Night Apart | Pamela Fryman      | Gabe Miller et Jonathan Green    | 11 décembre 2014     | 11 mars 2018    | 6,89                | 1,167               |
| 8  | Game Over Red Sox Swap                                     | Pamela Fryman      | Jim Brandon et Brian Singleton   | 18 décembre 2014     | 18 mars 2018    | 6,94                | 915 000             |
| 9  | Le Cheval à bascule Sister Act                             | Phill Lewis        | Becky Mann et Audra Sielaff      | 8 janvier 2015       | 25 mars 2018    | 7,98                | 1,175               |
| 10 | Au temple de la renommée Hall of Fame                      | Pamela Fryman      | Josh Greenberg                   | 15 janvier 2015      | 8 avril 2018    | 6,96                | 1,069               |
| 11 | Haute trahison The Ref                                     | Pamela Fryman      | Tom Hertz                        | 29 janvier 2015      | 15 avril 2018   | 7,11                |                     |
| 12 | La croisière s'amuse Gerard's Engagement Party             | Ken Whittingham    | Mike Sikowitz                    | 4 juillet 2015       | 22 avril 2018   | 1,86                |                     |
| 13 | Le Moyeu dur Cutting the Cord                              | Pamela Fryman      | Kate Purdy                       | 4 juillet 2015       | 22 avril 2018   | 1,82                |                     |
| 14 | La Baiser de la discorde Family Therapy                    | Pamela Fryman      | Josh Greenberg                   | 11 juillet 2015      | –               | 1,84                |                     |
| 15 | À la vie, à la mort End Games                              | Pamela Fryman      | Jim Brandon et Brian Singleton   | 11 juillet 2015      | –               | 1,72                |                     |

## Audiences

### Aux États-Unis
Le 30 octobre 2014, CBS diffuse l'épisode pilote qui s'effectue devant 8,08 millions de téléspectateurs avec un taux de 1,7 % sur les 18/49 ans soit un lancement faiblard. Au Canada, le premier épisode a réuni 1,416 millions de téléspectateurs.